# Sophie (film 2010)
Sophie è un film del 2010 diretto da Leif Bristow.
È un film commedia canadese per ragazzi con Brittany Bristow, che interpreta Sophie, una ragazzina che adotta un elefante di nome Sheba, Erica Durance, John Rhys-Davies e Thure Riefenstein.

## Produzione
Il film, diretto da Leif Bristow su una sceneggiatura dello stesso Bristow e di Djordje Milicevic, fu prodotto da Bristow e da Mary Pantelidis per la Knightscove Entertainment e la Georgeville Films e girato a Bowmanville, Hamilton e Toronto, in California dal maggio al giugno del 2010.

## Distribuzione
Il film fu distribuito in Canada nel 2010 dalla D Films con il titolo Sophie.
Alcune delle uscite internazionali sono state:
- in Canada il 5 dicembre 2010 (Whistler Film Festival)
- in Canada il 25 settembre 2011 (Cinefest Sudbury)
- in Australia il 22 marzo 2012 (in DVD)
- negli Stati Uniti (Sophie & Sheba)

## Promozione
La tagline è: "The Story of a BIG Friendship...".